# Poliurija
Poliurija je naziva za učestalo mokrenje velikih količina mokraće (kod odraslih, najmanje preko 2.5 L unutar 24h). 
Poliuriju nalazimo kod mnogih patoloških stanja i bolesti (npr.  diabetes mellitus, ciroza jetre), može biti uzrokovana različitim lijekovima (npr. diuretici) ili zbog povećanja unosa vode u organizam.  